# جسر العقد الخارجي
يستخدم جسر العقد الخارجي هيكلًا يجمع بين العناصر الرئيسية لكل من جسر العوارض ذي الإجهاد المسبق والجسر المدعوم بالكوابل. يأتي الاسم من كلمة العقد الخارجي، المنحنى الخارجي أو العلوي لقوس، ويشير إلى كيفية عدم أخذ »كابلات الدعم« في الاعتبار في هذه الطريقة من التصميم، ولكن يتم التعامل معها بدلًا من ذلك على أنها أوتار خارجية مسبقة الإجهاد تنحرف لأعلى سطح الجسر. في هذا المفهوم، يظلون جزءًا من (ويُعرفون الحد الأعلى) البنية الفوقية للجسر الرئيسي. 
بالمقارنة مع الجسر المدعوم بالكوابل أو الجسر الكابولي ذي العوارض واللذين لهما بحور مماثلة، يستخدم جسر العقد الخارجي أبراج دعم أو أعمدة أسلاك أقصر بكثير من الجسر المدعوم بالكوابل، وهيكل/عوارض سطحية بشكل ملحوظ مقارنةً بالجسر ذي العوارض. ينتج عن هذا الترتيب »مظهر« نموذجي ذو عقد خارجي لمروحة من كوابل الدعم بزاوية ضئيلة منخفضة، وعادةً ما تكون بمنطقة »نافذة مفتوحة« واضحة تمتد على جانبي كل برج.
يتناسب شكل جسر العقد الخارجي في الغالب مع البحور متوسطة الطول بين 100 مترًا (330 قدمًا) و250 مترًا (820 قدمًا)، وبُني أكثر من خمسين جسرًا حول العالم حتى عام 2012. بينما تحمّل العديد من تكاليف البناء لكل من أنواع الجسور المدعومة بالكوابل والجسور ذات العوارض، يمكن لجسور العقد الخارجي توفير مدخرات المواد لتعويض جزء كبير من هذه العقوبة. اُعتمدت كثيرًا عندما كان الارتفاع الكلي أو المساحة الملاحية أو المتطلبات الجمالية للبدائل المدعومة بالكوابل أو العوارض أقل جدوى.

## التاريخ
الجسر الأقدم المعروف بمزج بعض ميزات تصميم العقد الخارجي هو جسر في رزوشو بالقرب من ليزاجسك، الذي شُيد في بولندا في عام 1980. التالي هو جسر غانتر، الذي شُيد في سويسرا، والذي صممه كريستيان مين أوف زيوريخ، وسبقه بعدة سنوات منشور في عام 1988 عن فلسفة تصميم هذه الجسور من قبل جاكيس ماثيفات، الذي يرجع الفضل إليه في اختراع مصطلح العقد الخارجي ومفاهيم التصميم الخاصة بها. جسر غانتر عبارة عن تصميم عارضة كابولية من الخرسانية مسبقة الإجهاد المعدلة، حيث تُرفع الأوتار »المستمرة« الطولية بشكل ملحوظ فوق ارتفاع سطح الجسر في نهايات كل بحر رئيسي وتُثبت على الأبراج القصيرة. تُغطى هذه الأوتار بريش تشبه الزعانف على كل جانب من الأبراج للحماية، وهو ترتيب تصميمي يُشار إليه الآن باسم جسر ألواح الكوابل. 